# Série mondiale 1975

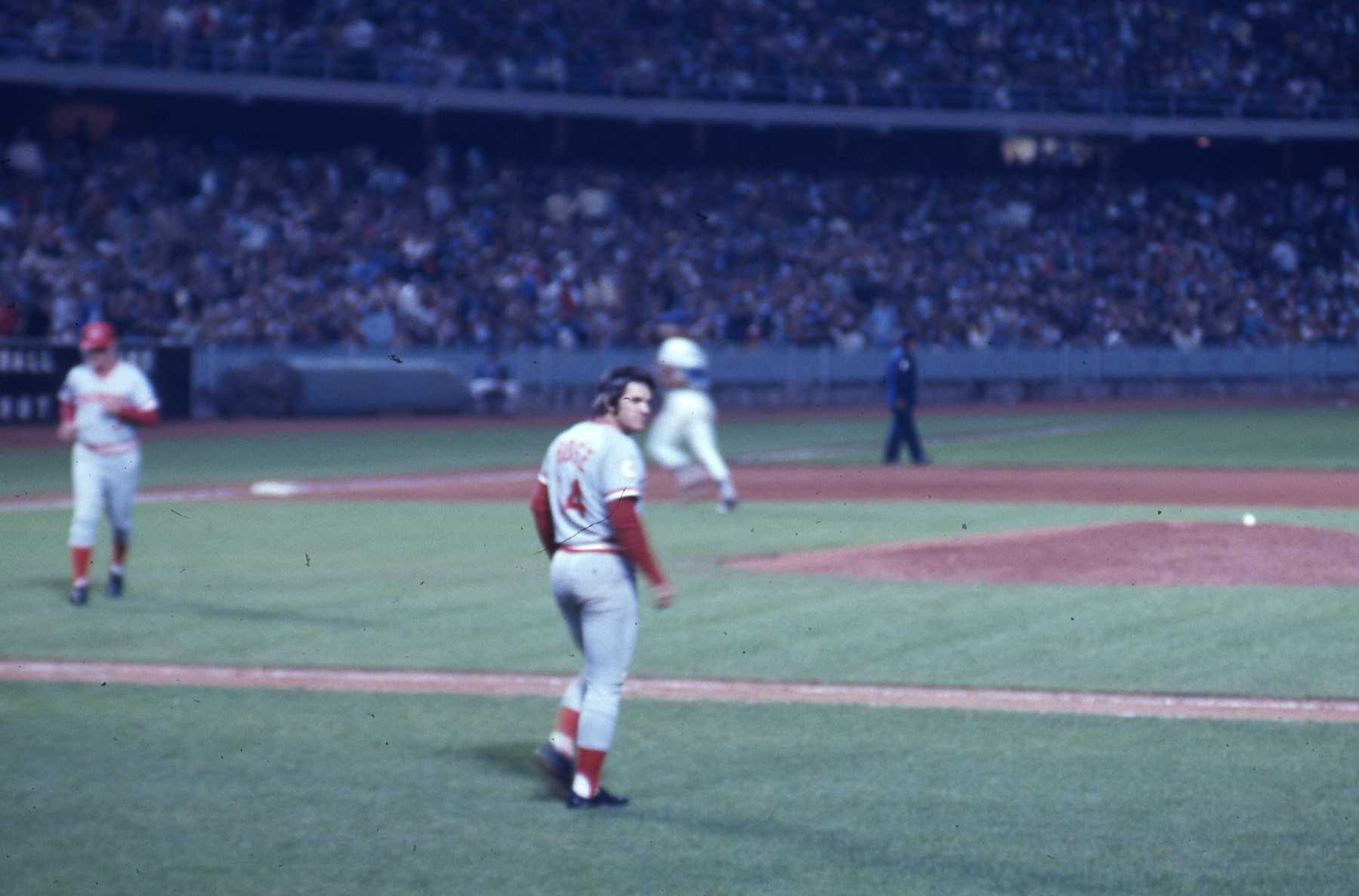
Pete Rose, des Reds de Cincinnati, est le joueur par excellence de la Série mondiale 1975.

La Série mondiale 1975 est la 72e série finale des Ligues majeures de baseball. Elle débute le 11 octobre 1975 et se termine le 22 octobre suivant par une victoire, quatre parties à trois, des champions de la Ligue nationale, les Reds de Cincinnati, sur les champions de la Ligue américaine, les Red Sox de Boston.
C'est la première Série mondiale remportée par les Reds depuis 1940 et le premier de deux titres consécutifs pour la Big Red Machine dirigée par Sparky Anderson. 
Pete Rose, de Cincinnati, est nommé joueur par excellence de la Série mondiale.

## Déroulement de la série

### Calendrier des rencontres
| Match | Date       | Visiteur           | Hôte               | Score              |
| ----- | ---------- | ------------------ | ------------------ | ------------------ |
| 1     | 11 octobre | Reds de Cincinnati | Red Sox de Boston  | 0 - 6              |
| 2     | 12 octobre | Reds de Cincinnati | Red Sox de Boston  | 3 - 2              |
| 3     | 14 octobre | Red Sox de Boston  | Reds de Cincinnati | 5 - 6 (10 manches) |
| 4     | 15 octobre | Red Sox de Boston  | Reds de Cincinnati | 5 - 4              |
| 5     | 16 octobre | Red Sox de Boston  | Reds de Cincinnati | 2 - 6              |
| 6     | 21 octobre | Reds de Cincinnati | Red Sox de Boston  | 6 - 7 (12 manches) |
| 6     | 22 octobre | Reds de Cincinnati | Red Sox de Boston  | 4 - 3              |

### Match 1
Samedi 11 octobre 1975 au Fenway Park, Boston, Massachusetts.
| Reds de Cincinnati                                                                                      | 0 | 0 | 0 | 0 | 0 | 0 | 0 | 0 | 0 | 0 | 5  | 0 |
| Red Sox de Boston                                                                                       | 0 | 0 | 0 | 0 | 0 | 0 | 6 | 0 | 0 | 6 | 12 | 0 |
| Lanceurs partants : CIN : Don Gullett BOS : Luis Tiant Vic. : Luis Tiant (1-0) Déf. : Don Gullett (0-1) |   |   |   |   |   |   |   |   |   |   |    |   |

### Match 2
Dimanche 12 octobre 1975 au Fenway Park, Boston, Massachusetts.
| Reds de Cincinnati                                                                                           | 0 | 0 | 0 | 1 | 0 | 0 | 0 | 0 | 2 | 3 | 7 | 1 |
| Red Sox de Boston                                                                                            | 1 | 0 | 0 | 0 | 0 | 1 | 0 | 0 | 0 | 2 | 7 | 0 |
| Lanceurs partants : CIN : Jack Billingham BOS : Bill Lee Vic. : Rawly Eastwick (1-0) Déf. : Dick Drago (0-1) |   |   |   |   |   |   |   |   |   |   |   |   |

### Match 3
Mardi 14 octobre 1975 au Riverfront Stadium, Cincinnati, Ohio.
| Red Sox de Boston | 0 | 1 | 0 | 0 | 0 | 1 | 1 | 0 | 2 | 0 | 5 | 10 | 2 |
| Reds de Cincinnati | 0 | 0 | 0 | 2 | 3 | 0 | 0 | 0 | 0 | 1 | 6 | 7  | 0 |
| Lanceurs partants : BOS : Rick Wise CIN : Gary Nolan Vic. : Rawly Eastwick (2-0) Déf. : Jim Willoughby (0-1) HRs : BOS : Bernie Carbo (1), Dwight Evans (1), Carlton Fisk (1) CIN : Johnny Bench (1), Dave Concepción (1), César Gerónimo (1) |   |   |   |   |   |   |   |   |   |   |   |    |   |

### Match 4
Mercredi 15 octobre 1975 au Riverfront Stadium, Cincinnati, Ohio.
| Red Sox de Boston                                                                                       | 0 | 0 | 0 | 5 | 0 | 0 | 0 | 0 | 0 | 5 | 11 | 1 |
| Reds de Cincinnati                                                                                      | 2 | 0 | 0 | 2 | 0 | 0 | 0 | 0 | 0 | 4 | 9  | 1 |
| Lanceurs partants : BOS : Luis Tiant CIN : Fred Norman Vic. : Luis Tiant (2-0) Déf. : Fred Norman (0-1) |   |   |   |   |   |   |   |   |   |   |    |   |

### Match 5
Jeudi 16 octobre 1975 au Riverfront Stadium, Cincinnati, Ohio.
| Red Sox de Boston | 1 | 0 | 0 | 0 | 0 | 0 | 0 | 0 | 1 | 2 | 5 | 0 |
| Reds de Cincinnati | 0 | 0 | 0 | 1 | 1 | 3 | 0 | 1 | X | 6 | 8 | 0 |
| Lanceurs partants : BOS : Reggie Cleveland CIN : Don Gullett Vic. : Don Gullett (1-1) Déf. : Reggie Cleveland (0-1) Sauv. : Rawly Eastwick (1) HRs: CIN : Tony Pérez (1, 2) |   |   |   |   |   |   |   |   |   |   |   |   |

### Match 6
Mardi 21 octobre 1975 au Fenway Park, Boston, Massachusetts.
| Reds de Cincinnati | 0 | 0 | 0 | 0 | 3 | 0 | 2 | 1 | 0 | 0 | 0 | 0 | 6 | 14 | 0 |
| Red Sox de Boston | 3 | 0 | 0 | 0 | 0 | 0 | 0 | 3 | 0 | 0 | 0 | 1 | 7 | 10 | 1 |
| Lanceurs partants : CIN : Gary Nolan BOS : Luis Tiant Vic. : Rick Wise (1-0) Déf. : Pat Darcy (0-1) HRs : CIN : César Gerónimo (2) BOS : Bernie Carbo (2), Carlton Fisk (2), Fred Lynn (1) |   |   |   |   |   |   |   |   |   |   |   |   |   |    |   |

Ce match est cité dans le film Will Hunting de Gus Van Sant, sorti en 1997. C'est le soir du match que le psychothérapeute Sean Maguire (Robin Williams), rencontre sa future femme.

### Match 7
Mercredi 22 octobre 1975 au Fenway Park, Boston, Massachusetts.
| Reds de Cincinnati | 0 | 0 | 0 | 0 | 0 | 2 | 1 | 0 | 1 | 4 | 9 | 0 |
| Red Sox de Boston | 0 | 0 | 3 | 0 | 0 | 0 | 0 | 0 | 0 | 3 | 5 | 2 |
| Lanceurs partants : CIN : Don Gullett BOS : Bill Lee Vic. : Clay Carroll (1-0) Déf. : Jim Burton (0-1) Sauv. : Will McEnaney (1) HRs : CIN : Tony Pérez (3) |   |   |   |   |   |   |   |   |   |   |   |   |